# Kelvin Etuhu
Kelvin Etuhu (Cano, 30 de maio de 1988) é um futebolista nigeriano que atuou pelo Manchester City.